# Heli Deinboek
Helmut „Heli“ Deinboek (* 8. Jänner 1955 in Wien) ist ein österreichischer Bluesmusiker, Liedermacher und Kabarettist.

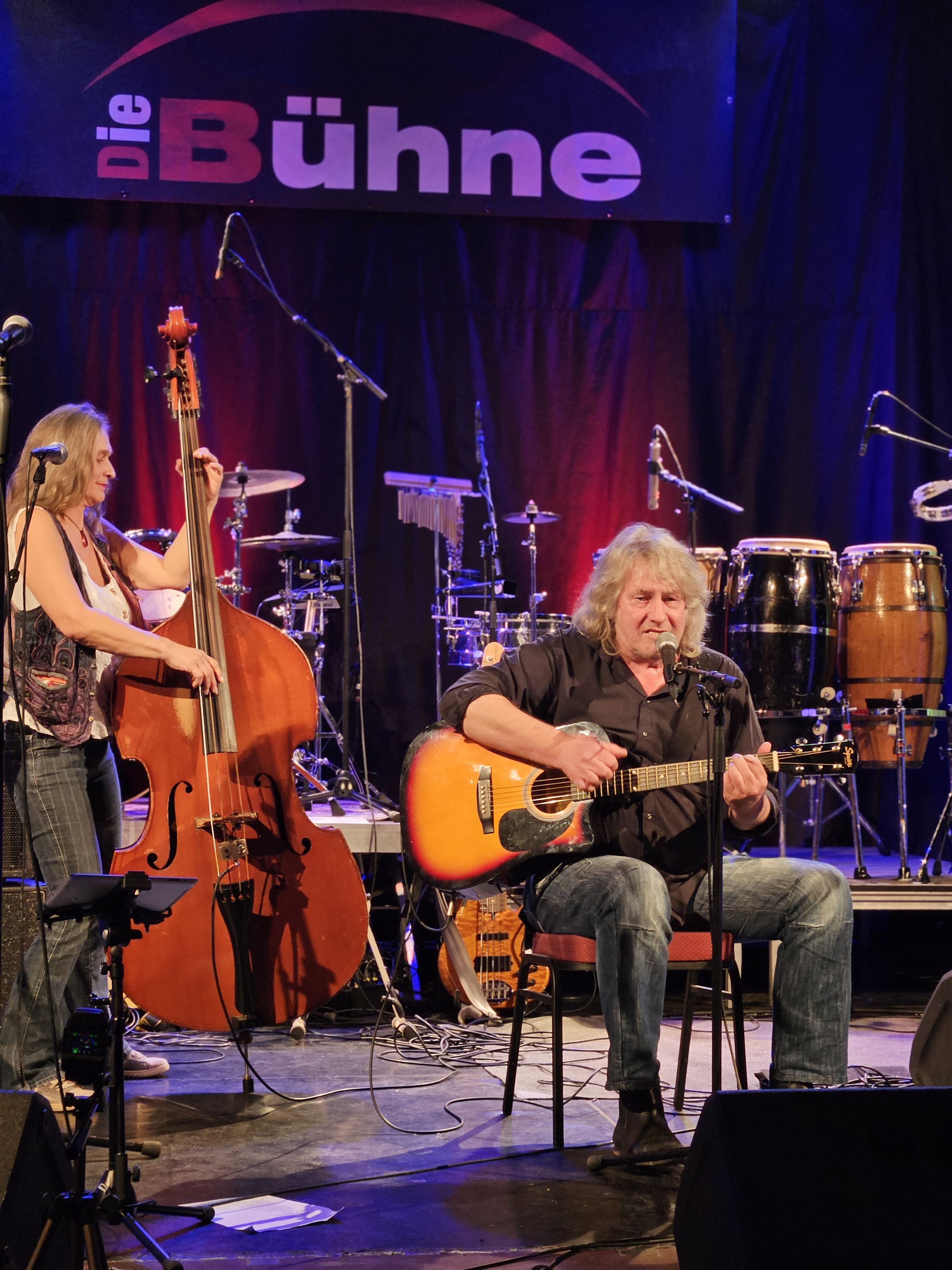
Heli Deinboek mit Karin Daym (2023)

## Leben
Heli Deinboek ist Teil der Wiener Liedermacherszene. Er grenzte sich ab zum Austropop der späten 1970er Jahre. Bekannt wurde er durch seine  satirischen Texte und seine kurze Zusammenarbeit mit der Gruppe Drahdiwaberl (Der Killer vom Billa).
1980 veröffentlichte er mit Krallelujah sein erstes Album. 1983 war Deinboek als Texter am österreichischen Beitrag zum Eurovision Song Contest beteiligt (Hurricane der Gruppe Westend). In den 1980er Jahren arbeitete er außerdem an den Kinderliederalben Na Wui! – Kinderlieder aus der Leopoldstadt der Leo Sisters und Geh Papa, schau! der Tonino Kids mit. 1991 erschien seine erste Live-LP/CD Ärger Als Deix. Sein größter kommerzieller Erfolg wurde 1995 das Album Schuldig, das ausschließlich aus ins Wienerische übertragenen Coverversionen von Randy Newman besteht. Das Album war 14 Wochen in den österreichischen Album-Top-50 vertreten und stieg dort bis Platz 31. Es folgten die Alben kaltwarm, dörti und nimm dir nur. 2006 wurde die CD Jüngste Gerüchte veröffentlicht, gespickt mit viel Sozialhäme und versteckten Anspielungen auf sein eigenes Leben. 2010 veröffentlichte er die Studio-Alben Das Lezzte, Zwaa Gigabyte Blues, Coole Ader und Waun da Wind si draht. Außerdem erschienen die Compilations Bluesminus30 (2010) und Second Hand Mann (2011).
Neben seiner musikalischen Karriere war Deinboek Sozialarbeiter in der offenen Jugendarbeit und zuletzt bis 2018 in der Obdachlosenhilfe. Darüber hinaus stand er auch mit eigenen Kabarettprogrammen auf der Bühne (Schmähphisto), arbeitete als Moderator für die ORF Musikwerkstatt, als Creative director für Direktmarketingagenturen und schrieb Liveshows für Erwin Steinhauer und Karlheinz Hackl.
Am 19. Februar 2007 wurde Deinboeks einziges Theaterstück „schwindlig“ oder die Lust auf mich, Posse mit Gesang unter der Regie von Hubsi Kramar im 3raum-Anatomietheater uraufgeführt.
Anfang 2011 kündigte Deinboek, nach circa 30 Jahren musikalischer Aktivität, gut 20 Alben und etwa 2000 Konzerten, seinen Abschied von der Bühne an. Am 8. Oktober 2011 spielte die dritte, fast acht Jahre bestehende Heli Deinboek Band ihr letztes Konzert im GUGG Kulturhaus Stadt Braunau.
2015 trat Deinboek wieder mit Paul Reschenhofer auf, 2020 bis zum Beginn der Coronakrise mit neuer Band. 2016 erschien das Album Tour de Trance.

## Diskografie

### Studioalben
- 1980: Krallelujah
- 1981: Schau, schau
- 1982: Hunger
- 1985: Achtung, Diebe
- 1987: Nimm die Zukunft in die Hand
- 1992: Der Puls
- 1994: So wars ich schwörs
- 1995: Schuldig
- 1997: kalt warm
- 1998: Dörti
- 2004: Nimm Da Nur
- 2008: ‘s Lezzte
- 2009: Zwaa Gigabyte Blues
- 2010: Coole Ader
- 2010: Waun da Wind si draht
- 2010: BluesMinus30
- 2011: Second Hand Mann
- 2016: Tour De Trance

### Livealben
- 1991: Ärger als Deix
- 2006: Jüngste Gerüchte

### Kompilationen
- 1996: Wiener Sondermüll
- 1997: Relativ positiv

## Audio, Video
- Juci Janoska, Harald Hanisch, – Fourth workshop. Serie: pop! – songwriting workshop, CD 4. (Enthält: Einfach leben. Photonenstrahl. The four seasons. Stiftung Holzklasse. Extra Klasse). Universität für Musik und Darstellende Kunst, Wien 2006.

## Preise, Auszeichnungen, Ehrungen
- Nestroy-Ring der Stadt Wien (1992)